# 那岐山
那岐山（なぎさん）は鳥取県八頭郡智頭町と岡山県勝田郡奈義町の境界にある山。「なぎせん」とも呼ばれる。氷ノ山、後山などと並んで、氷ノ山後山那岐山国定公園の区域に指定されている。中国百名山、日本三百名山に選ばれている。

## 名称の由来
山の名は、伊邪那岐命と伊邪那美命という国造りの神がこの峰に降臨した伝説に由来するとも、また近隣の後山との高さ比べに敗れて泣いたため「ナキノセン」と呼ばれたとも言われている。

## 地質
中国山地が長年の風雪によって浸食された後、固い花崗岩が浸食されずに残った残丘（モナドナック）という地形である。
- 基岩 ― 流紋岩、花崗岩

## 環境
- 最高地点標高 ― 1255m（新那岐山表示）
- 三角点表示 ― 1240m（旧那岐山表示）
- 年間降水量 ― 約2000mm
- 最深積雪 ― 約200cm
- 積雪期間 ― 11月中旬～4月上旬
- 年間平均気温 ― 約12°C
- 国有林面積 ― 431ha（全域が保安林）

## 眺望
天然記念物の「どうだんつつじ」が群生する平らな山頂からは360度の眺望を楽しむことができる。

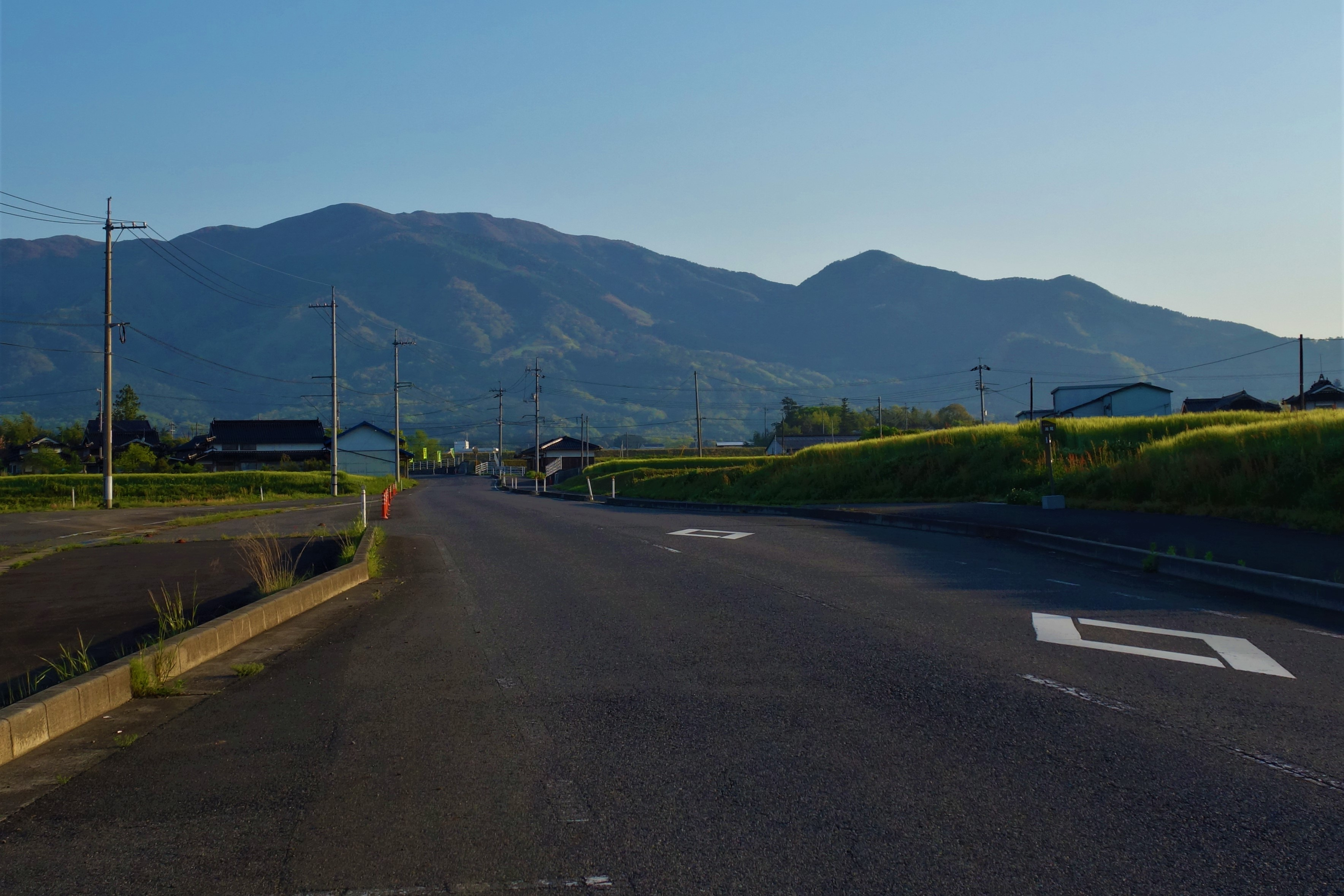
山麓からの那岐山
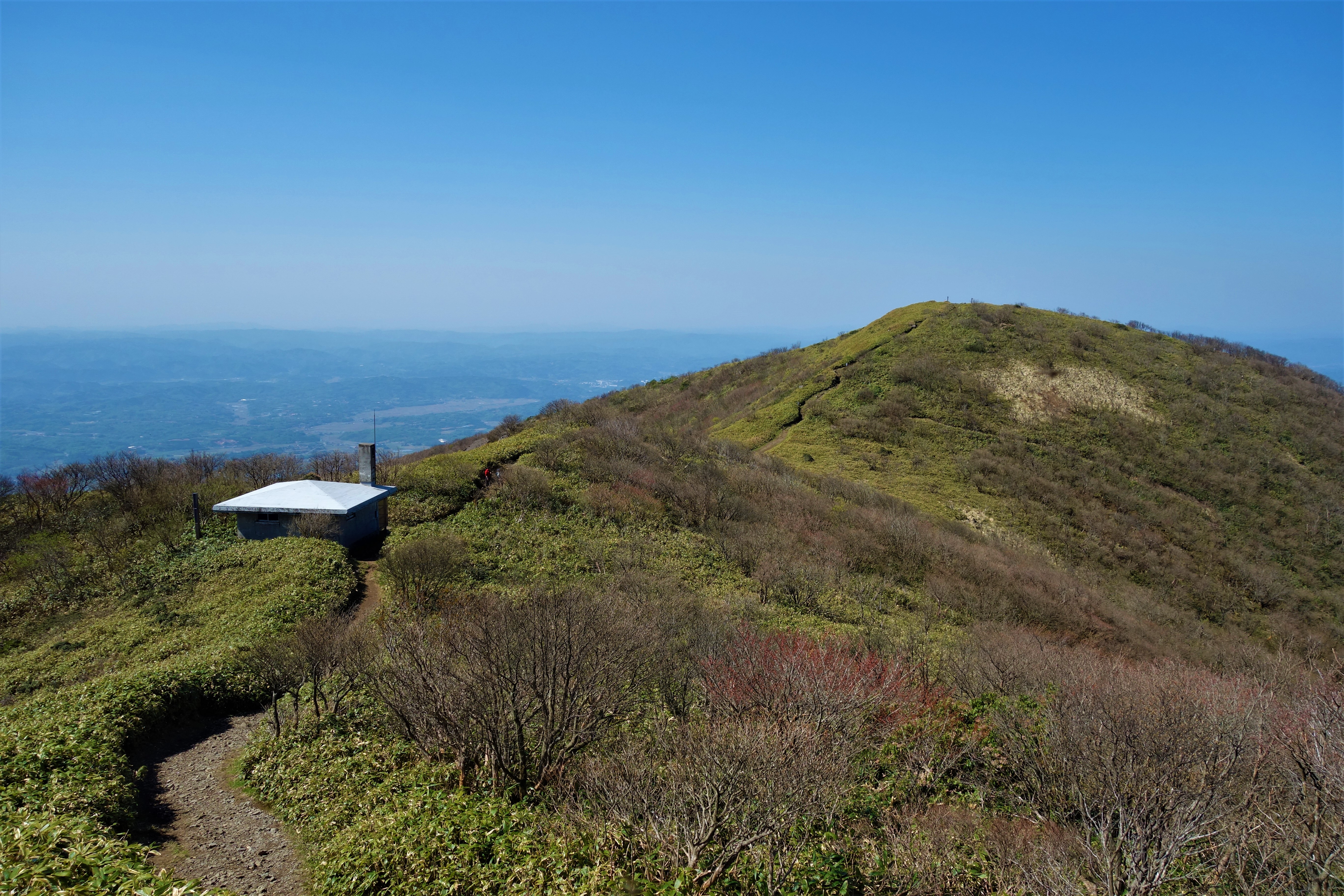
那岐山から西への縦走路
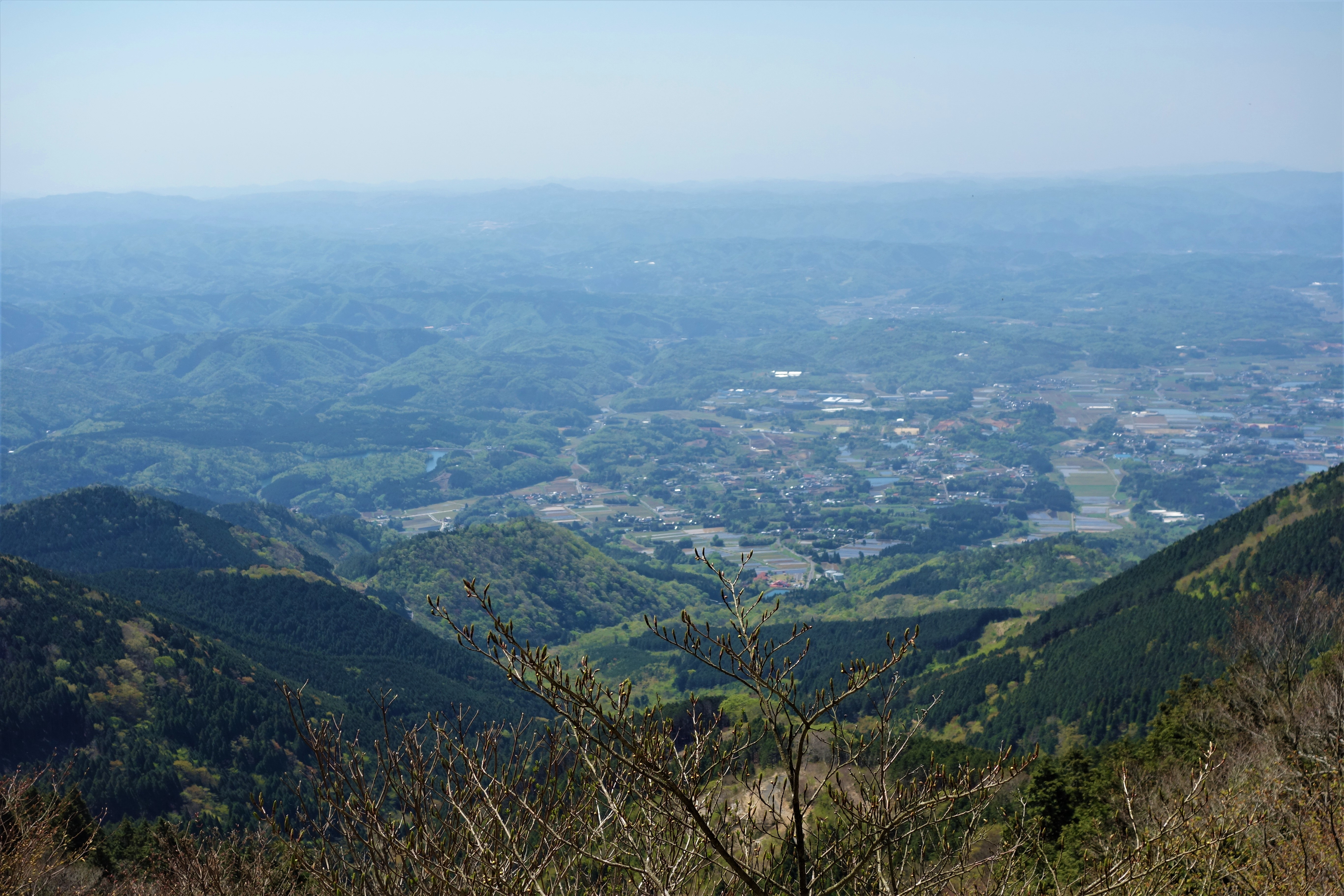
那岐山からの奈義町
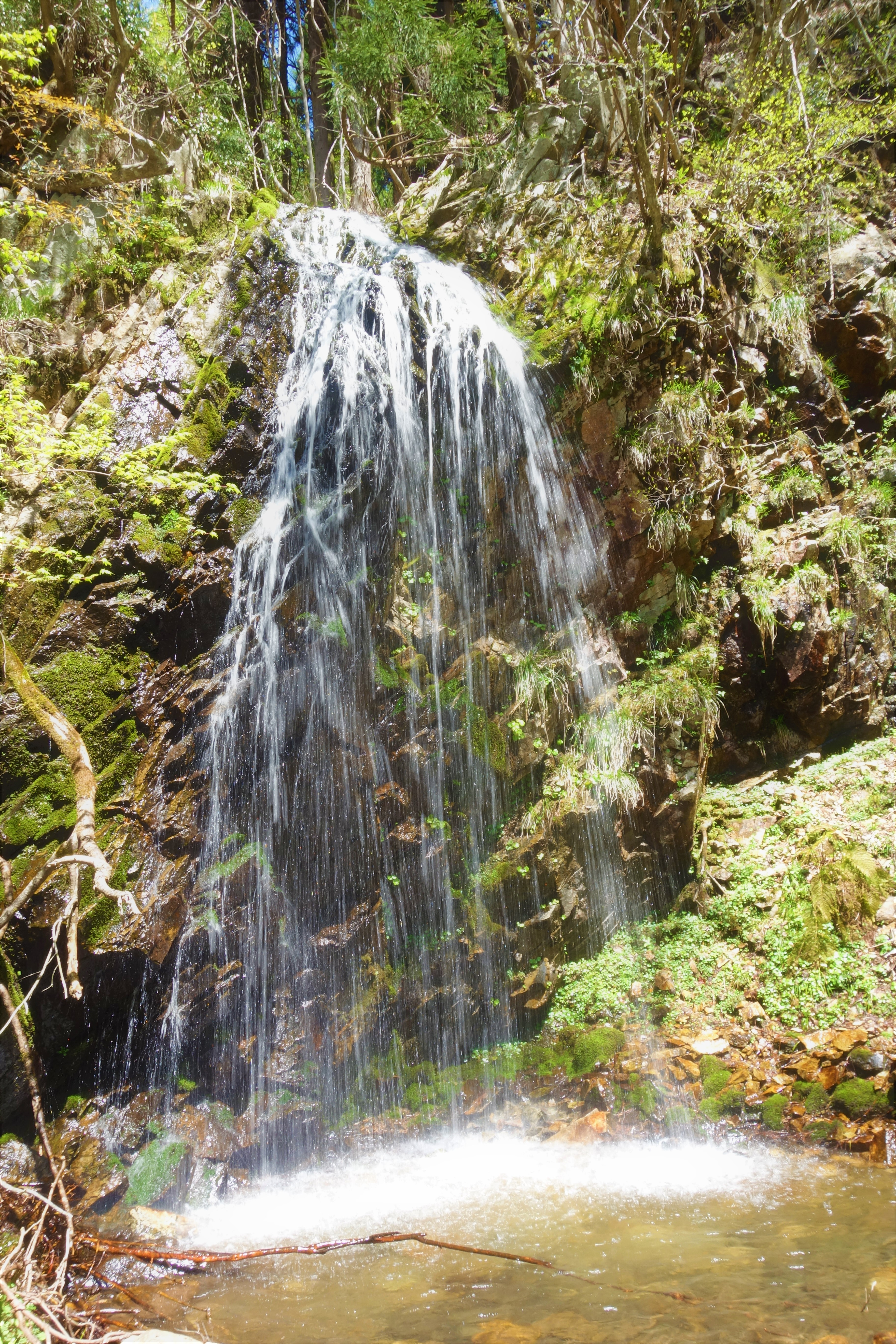
黒滝
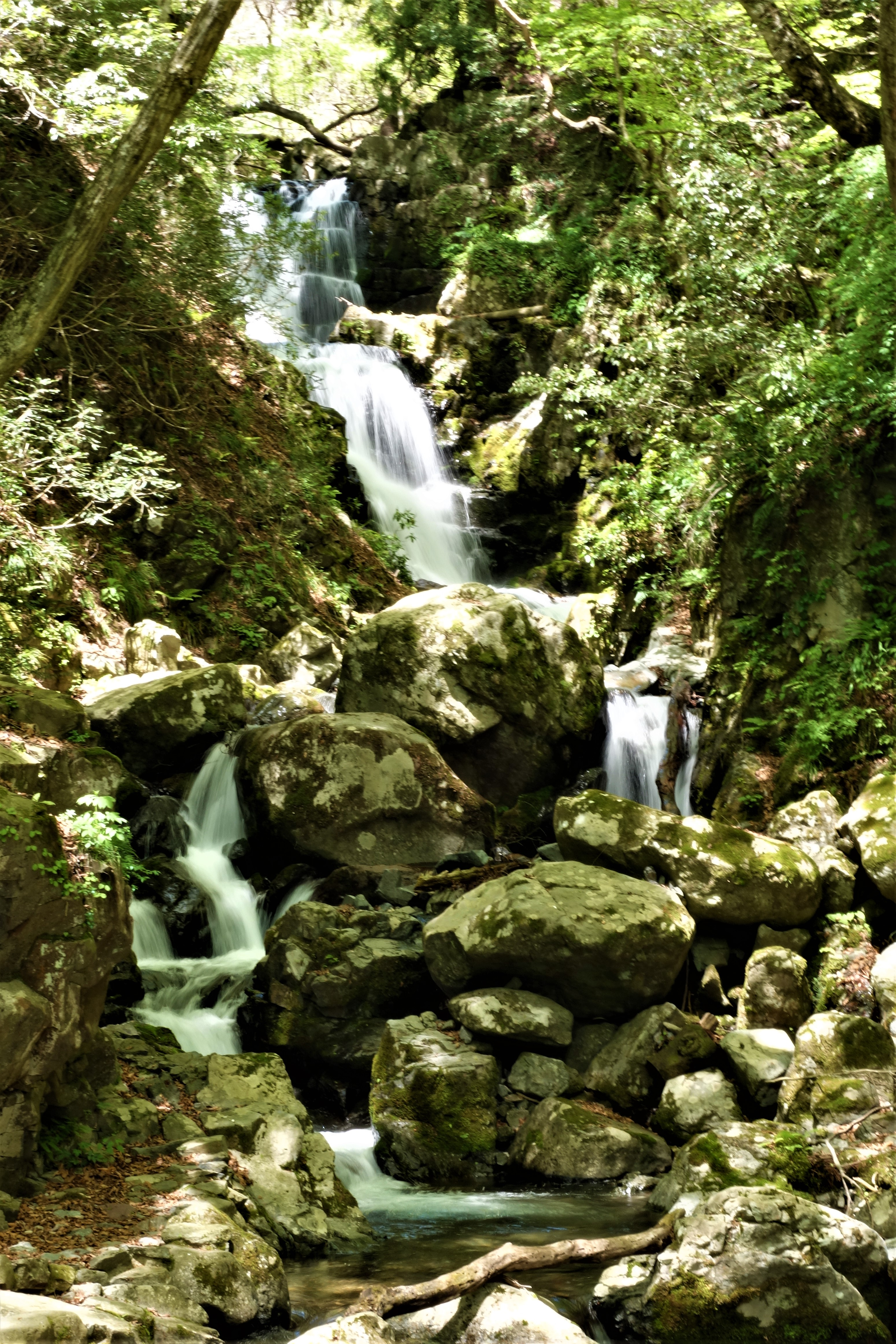
蛇渕の滝（那岐山）
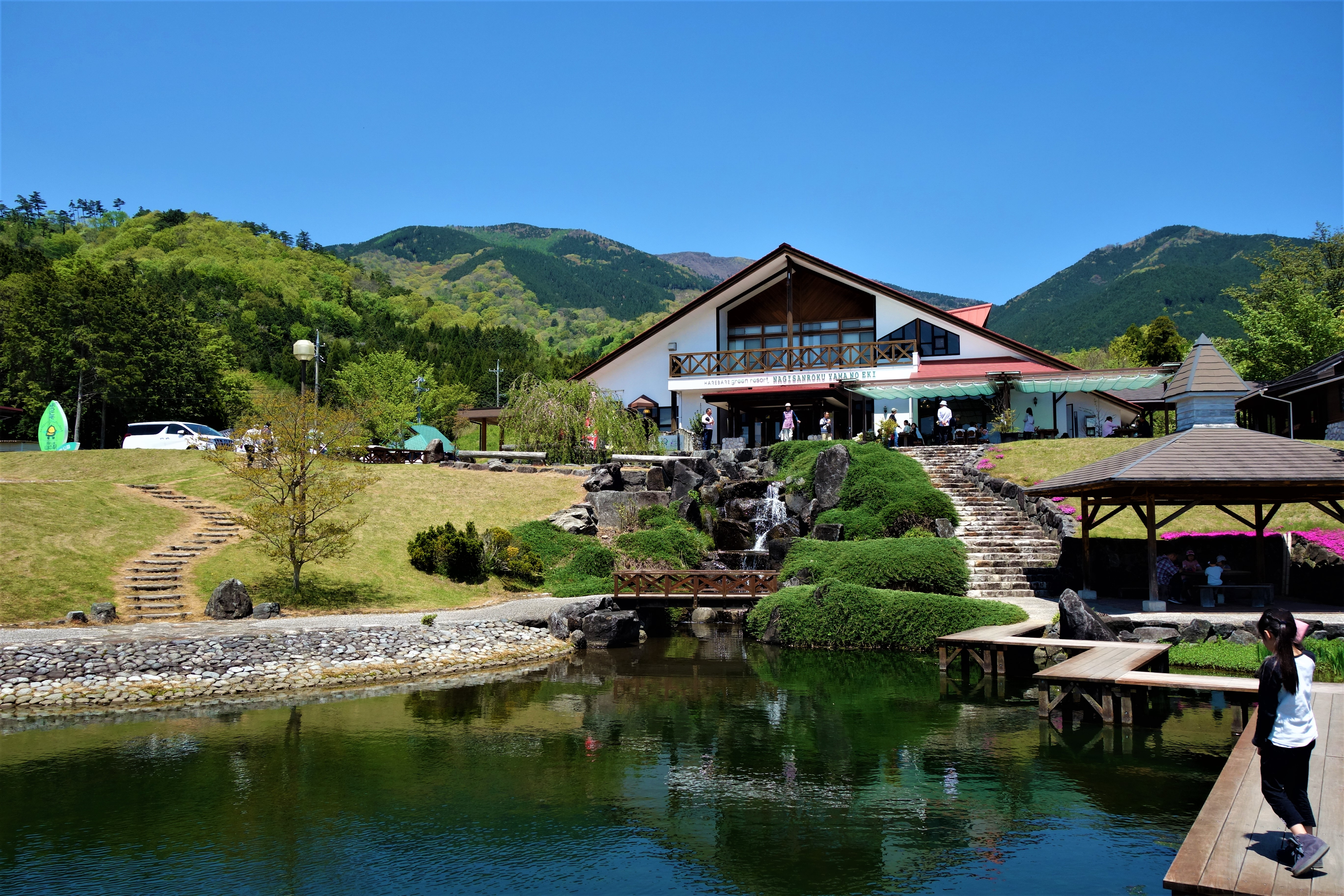
那岐山麓_山の駅からの那岐山
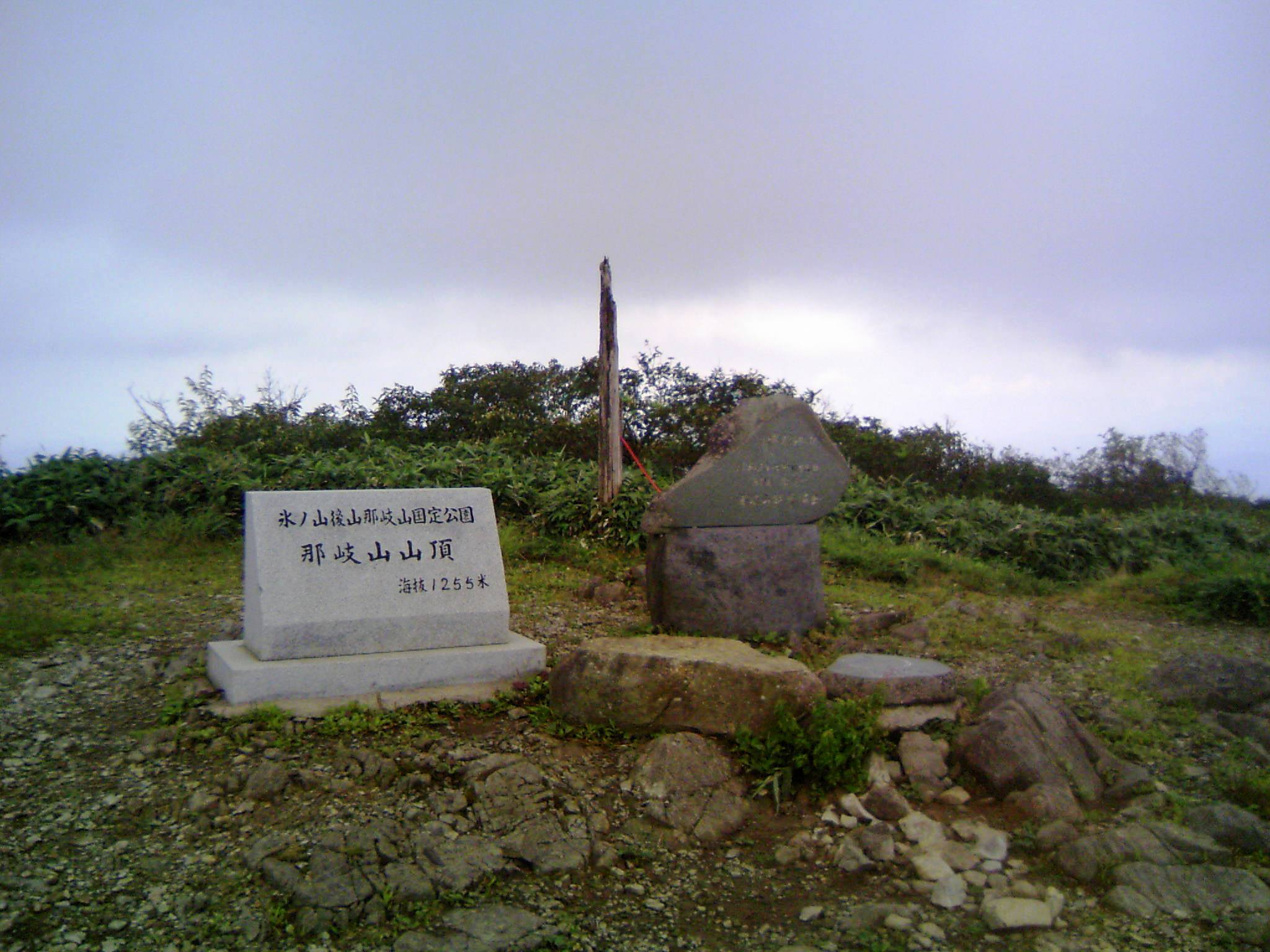
山頂
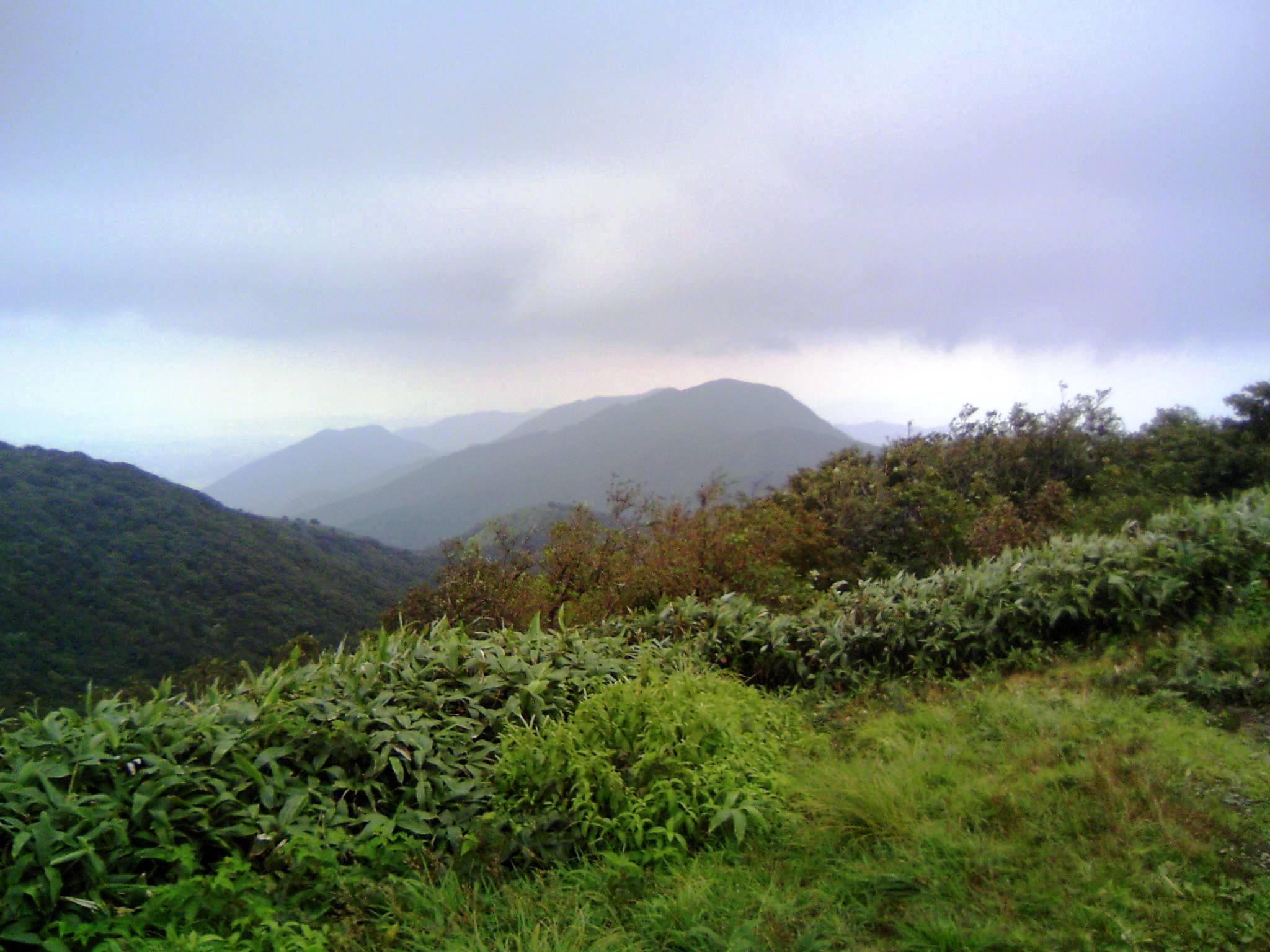
山頂から西を望む

## 交通アクセス
- 智頭急行・智頭線及びJR西日本・因美線の智頭駅 から車で25分（那岐山登山口駐車場まで）
- 中鉄北部バス「高円」停留所